# Besoa
Besoa – gmina wiejska (kaominina) na Madagaskarze, w regionie Haute Matsiatra, w dystrykcie Ambalavao. W 2001 roku zamieszkana była przez 6517 osób. Siedzibę administracyjną stanowi Besoa. Jest jedną z 17 gmin dystryktu.
Przez gminę przebiega droga krajowa. Na jej obszarze funkcjonuje m.in. szkoła pierwszego stopnia. 98% mieszkańców trudni się rolnictwem, natomiast 2% w pracuje usługach. Produktami o największym znaczeniu dla lokalnej gospodarki są ryż, orzechy arachidowe oraz kukurydza.
Przed wprowadzeniem nowego podziału administracyjnego Madagaskaru w 2007 r. gmina znajdowała się w prowincji Fianarantsoa.
Gmina położona jest w strefie czasowej UTC+03:00.